# Велибор Ненадић
Велибор Ненадић (Прибој, 11. април 1957) бивши је југословенски и српски рукометаш.

## Биографија и каријера
Рођен је у Прибоју 11. априла 1957. године, а похађао је Машинско-електротехничку школу. Његов брат Марко Ненадић такође је играо рукомет за Црвену звезду и рукометну репрезентацију Југославије, а Велиборови синови Петар и Драшко Ненадић такође се баве рукометом. Велиборова супруга Драгица била је кошаркашица.
Играо је на позицији бека, рукометом је почео да се бави у клубу Прибој у родном граду, а након тога омладинску каријеру наставио у Црвеној звезди, све до 1976. године. Професионалну каријеру започео је у Црвеној звезди 1976. године, за коју је играо до 1986. године, а од 1978. је био капитен тима.  У сезони 1986/87. играо је за немачки друголигашки тим ТСВ ГВД Минден. Након тога, 1987. године преселио се у Француску, где је играо за Стејд Марсеилаис, а потом и за Лил, од 1989. године. Након завршетка каријере био је директор РК Црвена звезда. За репрезентацију Југославије одиграо је 44 утакмица, а учествовао је и на Летњим олимијским играма 1980. године, одржаним у Москви.